# Sinstauchira yunnana
Sinstauchira yunnana är en insektsart som beskrevs av Zheng, Z. 1981. Sinstauchira yunnana ingår i släktet Sinstauchira, och familjen gräshoppor. Inga underarter finns listade.